# Divisiones menores del Club Deportivo La Equidad
Las Divisiones Menores del Club Deportivo La Equidad, llamadas oficialmente por el club como Fuerzas Básicas, están conformadas por los equipos sub-20 "A", sub-20 "B", Juvenil "A", Juvenil "B", Pre juvenil, Pre Juvenil "B", Infantil, Pre Infantil, y las Escuelas Filiales del Club Deportivo La Equidad.

## Palmarés

### Torneos nacionales juveniles
- Supercopa Juvenil FCF (1): 2017
- Subcampeón del Campeonato Prejuvenil Difútbol (1): 2013.

### Torneos locales
- Hexagonal del Olaya (7): 1983, 2001, 2003, 2005, 2006, 2013,[5] 2020[6]
- Hexagonal Copa Ciudad de Soacha (1): 2010.[7]
- Copa Élite Ciudad de Bogotá (1): 2012[8]